# Rocznik Wrocławski
Rocznik Wrocławski – rocznik ukazujący się od 1957 do 1980 roku we Wrocławiu. Wydawcą było Towarzystwo Miłośników Wrocławia. Publikowane są w nim artykuły naukowe, recenzje, materiały dotyczące historii regionu wrocławskiego. Od rocznika 1993 (rocznik 1) ukazuje się ponownie wydawany przez Zakład Narodowy im. Ossolińskich. Redaktorem naczelnym jest Adolf Juzwenko.